# لوبنه
لوبنه (به چکی: Lubné) یک منطقهٔ مسکونی در جمهوری چک است که در ناحیه برنو-تسوونتری واقع شده‌است. لوبنه ۳٫۰۲ کیلومتر مربع مساحت و ۴۸ نفر جمعیت دارد و ۴۴۸ متر بالاتر از سطح دریا واقع شده‌است.